# So Long Forever
So Long Forever (en español: Hasta siempre) es el primer álbum de estudio de la banda de rock británica Palace. Fue publicado el 4 de noviembre de 2016 a través del sello discográfico Fiction, siendo producido por la banda y Adam Jaffrey.
Combinando sonidos envolventes de guitarras con letras emocionales, particularmente inspirado en las experiencias del vocalista Leo Wyndham al observar las etapas del divorcio de sus padres, con canciones como «Break the Silence» detallando el deterioro de una relación. El proceso de producción también fue exhaustivo, causando que esa tensión fuese capturada en las canciones, con un «sentido de urgencia» descrito por Wyndham.

## Lista de canciones
Todas las canciones escritas y compuestas por Leo Wyndham, Matt Hodges, Rupert Turner y Will Dorey. 
| N.º   | Título              | Duración |  |
| 1.    | «Break the Silence» | 3:31     |  |
| 2.    | «Bitter»            | 3:53     |  |
| 3.    | «Live Well»         | 4:09     |  |
| 4.    | «It's Over»         | 3:34     |  |
| 5.    | «Fire in the Sky»   | 4:32     |  |
| 6.    | «Family»            | 3:06     |  |
| 7.    | «Have Faith»        | 4:06     |  |
| 8.    | «So Long Forever»   | 5:05     |  |
| 9.    | «Blackheart»        | 4:38     |  |
| 10.   | «Holy Smoke»        | 3:18     |  |
| 11.   | «Slaving On»        | 3:56     |  |
| 43:46 |                     |          |  |

## Créditos y personal
Adaptados desde los créditos del álbum.
- Leo Wyndham, Matt Hodges, Rupert Turner, Will Dorey (Palace) – artista, composición, producción en The Arch (1-10); Will Dorey (11).
- Adam Jaffrey – producción, grabación, mezcla (4, 6, 8, 10, 11).
- Cenzo Townshend – mezcla (1-3, 5, 7, 9).
- Joe McCann – asistente de mezcla (1-3, 5, 7, 9).
- John Davis – Masterización en Metropolis Studio.

## Posicionamiento en listas
| Listas (2016-2021)                | Mejor posición |
| --------------------------------- | -------------- |
| Reino Unido (Album Downloads)     | 88             |
| Reino Unido (Record Store Albums) | 22             |